# Production designer
De production designer of (minder gebruikelijk) productieontwerper van een film of televisieprogramma is verantwoordelijk voor de algehele aanblik van een productie.
De term werd bedacht door William Cameron Menzies tijdens zijn werk voor Gone with the Wind in 1939. Deelgebieden binnen het vak zijn decorontwerp, art direction, kostuumontwerp, setdesign en setdressing. De functie laat zich vergelijken met die van scenograaf in de toneelwereld.